# Villanova (Huesca)
Villanova (en patués Bilanoba o Billanoba) es un municipio español de la provincia de Huesca perteneciente a la comarca de la Ribagorza, en la comunidad autónoma de Aragón.

## Historia
Datan los primeros documentos conocidos sobre Villanova de los años 1006 y 1010 en que Guinta, vende una viña a Enardo en el lugar llamado Billanue del Valle de Sos, por 12 sueldos. Posteriormente en 1017, vuelve a comprar Enardo otra viña en Billanue, esta vez a Bonofilo de Sos.(Históricamente, en el Valle de Benasque, se cultivaba de acuerdo a las condiciones climatológicas de las distintas poblaciones del valle, dedicando las tierras de Cerler, más frías, a pastos, las de Benasque, más templadas, a cereal y las de Villanova, más cálidas, a la vid).
A mediados del siglo XIX el Diccionario de Pascual Madoz señala que tiene veinte casas, el clima es "bastante sano", el terreno es de "mediana calidad" y los caminos "son malas veredas". Produce trigo, centeno, judías y patatas; cría ganado mular, cabrío y lanar; caza perdices y pesca truchas.

## Geografía
Se encuentra apenas a 25 km en línea recta de Bañeras de Luchón por un proyecto de túnel que no ha llegado a realizarse, a 42 km de la frontera de Aragón con Cataluña y a 135 km de Huesca. Estas referencias son esclarecedoras de las relaciones socioeconómicas e históricas mantenidas en tiempos pasados con los territorios colindantes.
Está ubicado junto a la ribera del río Ésera, en la vertiente occidental del Valle de Benasque.

### Clima
- Temperatura media: 9,6 °C
- Precipitación media anual: 1.140 mm

De acuerdo a la clasificación climática de Köppen Villanova tiene un clima oceánico de tipo Cfb.
| Parámetros climáticos promedio de Villanova en el periodo 1961-1985 | Parámetros climáticos promedio de Villanova en el periodo 1961-1985 | Parámetros climáticos promedio de Villanova en el periodo 1961-1985 | Parámetros climáticos promedio de Villanova en el periodo 1961-1985 | Parámetros climáticos promedio de Villanova en el periodo 1961-1985 | Parámetros climáticos promedio de Villanova en el periodo 1961-1985 | Parámetros climáticos promedio de Villanova en el periodo 1961-1985 | Parámetros climáticos promedio de Villanova en el periodo 1961-1985 | Parámetros climáticos promedio de Villanova en el periodo 1961-1985 | Parámetros climáticos promedio de Villanova en el periodo 1961-1985 | Parámetros climáticos promedio de Villanova en el periodo 1961-1985 | Parámetros climáticos promedio de Villanova en el periodo 1961-1985 | Parámetros climáticos promedio de Villanova en el periodo 1961-1985 | Parámetros climáticos promedio de Villanova en el periodo 1961-1985 |
| Mes | Ene.                                                                | Feb.                                                                | Mar.                                                                | Abr.                                                                | May.                                                                | Jun.                                                                | Jul.                                                                | Ago.                                                                | Sep.                                                                | Oct.                                                                | Nov.                                                                | Dic.                                                                | Anual                                                               |
| --- | ------------------------------------------------------------------- | ------------------------------------------------------------------- | ------------------------------------------------------------------- | ------------------------------------------------------------------- | ------------------------------------------------------------------- | ------------------------------------------------------------------- | ------------------------------------------------------------------- | ------------------------------------------------------------------- | ------------------------------------------------------------------- | ------------------------------------------------------------------- | ------------------------------------------------------------------- | ------------------------------------------------------------------- | ------------------------------------------------------------------- |
| Temp. media (°C) | 2.2                                                                 | 3.3                                                                 | 5.6                                                                 | 8.0                                                                 | 11.4                                                                | 15.1                                                                | 18.4                                                                | 17.7                                                                | 14.9                                                                | 10.4                                                                | 5.5                                                                 | 2.5                                                                 | 9.6                                                                 |
| Precipitación total (mm) | 80.0                                                                | 68.3                                                                | 75.7                                                                | 88.7                                                                | 129.0                                                               | 108.1                                                               | 62.3                                                                | 100.2                                                               | 95.5                                                                | 84.0                                                                | 124.5                                                               | 90.7                                                                | 1106.6                                                              |
| Fuente: Ministerio de Agricultura, Alimentación y Medio Ambiente. Datos de precipitación para el periodo 1961-1984 y de temperatura para el periodo 1961-1985 en Villanova 13 de noviembre de 2012 |                                                                     |                                                                     |                                                                     |                                                                     |                                                                     |                                                                     |                                                                     |                                                                     |                                                                     |                                                                     |                                                                     |                                                                     |                                                                     |

## Demografía
Villanova cuenta con una población de 170 habitantes (INE 2024).
| Gráfica de evolución demográfica de Villanova entre 1842 y 2021                                                     |
| |
| Población de derecho según los censos de población del INE Población de hecho según los censos de población del INE |

## Administración y política
| Período   | Alcalde                     | Partido |  |
| --------- | --------------------------- | ------- |  |
| 1979-1983 | Amado Barrau Sahún          | Ind.    |  |
| 1983-1987 |                             |         |  |
| 1987-1991 |                             |         |  |
| 1991-1995 |                             |         |  |
| 1995-1999 |                             |         |  |
| 1999-2003 |                             |         |  |
| 2003-2007 |                             |         |  |
| 2007-2011 | Miguel Ángel Plaza Lomillos | PSOE    |  |
| 2011-2015 | Miguel Ángel Plaza Lomillos | PSOE    |  |
| 2015-2019 | José María Campo Castel     | PSOE    |  |

| Partido político    | Partido político                                   | 2003   | 2007   | 2011   | 2015   |
| Partido político    | Partido político                                   | Ediles | Ediles | Ediles | Ediles |
|                     | Partido de los Socialistas de Aragón (PSOE-Aragón) | 5      | 5      | 5      | 5      |
|                     | Partido Popular de Aragón (PP)                     | 0      | 0      | 0      | 0      |
|                     | Partido Aragonés (PAR)                             | 0      | —      | 0      | 0      |
|                     | Chunta Aragonesista (CHA)                          | —      | 0      | —      | 0      |
| Total de concejales | Total de concejales                                | 5      | 5      | 5      | 5      |

## Economía
Históricamente se daba una economía basada en el sector primario, en la cual destacaba la ganadería ovina y vacuna.
Durante el último cuarto del siglo XX, sobre todo a partir de la década de 1980, tras la apertura de la estación invernal de Cerler, se produjo un gran auge del turismo, y de una terciarización de la economía de la zona.

## Cultura

### Fiestas locales
El patrón del pueblo es San Pedro Mártir, y sus fiestas se celebran el 29 de abril. En dicha fecha, cada año es tradición hacer una romería desde la plaza mayor hasta la ermita, situada en el monte de Villanova, a unos 40 minutos caminando. Antiguamente, durante la celebración en la ermita, los jóvenes trepaban por los Abedules ('Albá' en patués) para conseguir doblar su tronco, al colgarse de lo alto de la copa.

### Asociaciones

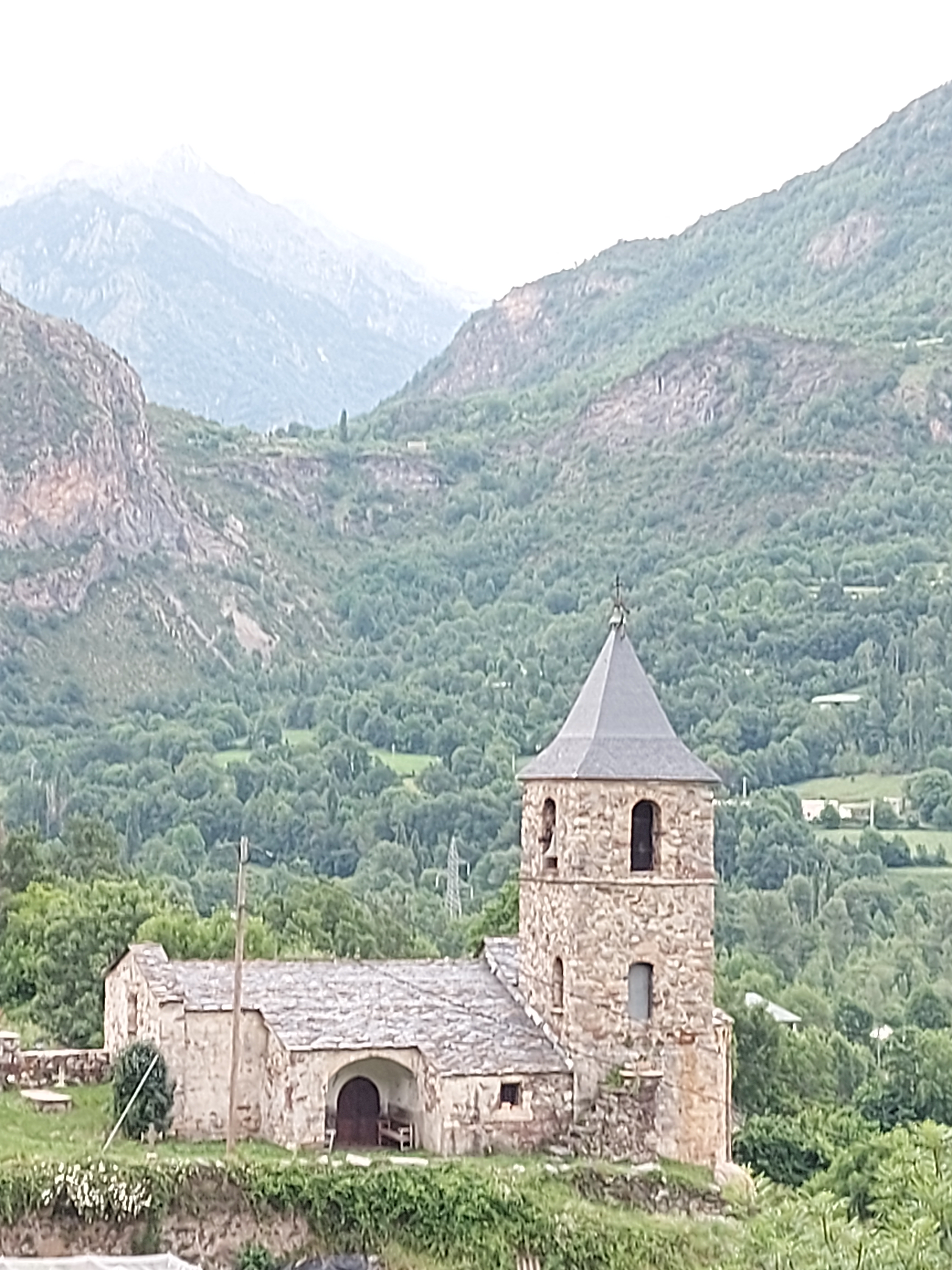
Iglesia de Santa María

- Pablo Rivera
- Foro de Villanova
- Donisas

### Casas
Según el libro "Toponimia del municipio de Villanova" de J. M. de las Pueblas y M.A. Hidalgo, los nombres de las casas de Villanova son:
Arcas, Ballabriga, Bardají, Bernad, Betrán, Bllanca, Casero, Chirón, Chuaneta, Chuanico, Cristino, Domingo, El Dotó, La Era, Esteban, Farrero, Felip, Maria Cruz, Meu, Miro, Molinero, Murillo, Navarro, Pagán, Pagán de Baix, Pepón, Perico, Puyet, Riu, Rugaixo, Salvadó, Saura, Teixidó, Torres, Vidals.
Cabe destacar la Casa del Señor de Bardaixí (en relación con la historia del señorío), Casa Betrán, con un patio porticado y una portada de 1671 y Casa Riu con una portada del siglo XVI.

## Monumentos
Este pueblo pirenaico, cuyas piedras hablan de más de mil años de historia, cuenta con dos iglesias románico-lombardas que pertenecieron a cada uno de los barrios en que se dividía el casco urbano.

### Iglesia de Santa María
Data de la primera mitad del siglo XII, dedicada a Santa María, es un edificio románico de bella silueta, con un ábside litúrgicamente orientado, visible desde la carretera y al que se llega cruzando el tradicional cementerio adosado. 
Es de planta rectangular, transformada en el siglo XVI en planta de cruz latina con la adición de capillas laterales. El ábside es semicircular y se halla coronado exteriormente por la típica fila románica de arquillos ciegos y lesenas que llegan hasta el suelo. Se conservan restos de pintura dentro de los arquillos. La torre anexa al muro de mediodía es un prisma cuadadro de tres cuerpos indicados al exterior por impostas voladizas, rematando con chapitel piramidal de loseta. El primer cuerpo es obra claramente románica.

### Iglesia parroquial de San Pedro

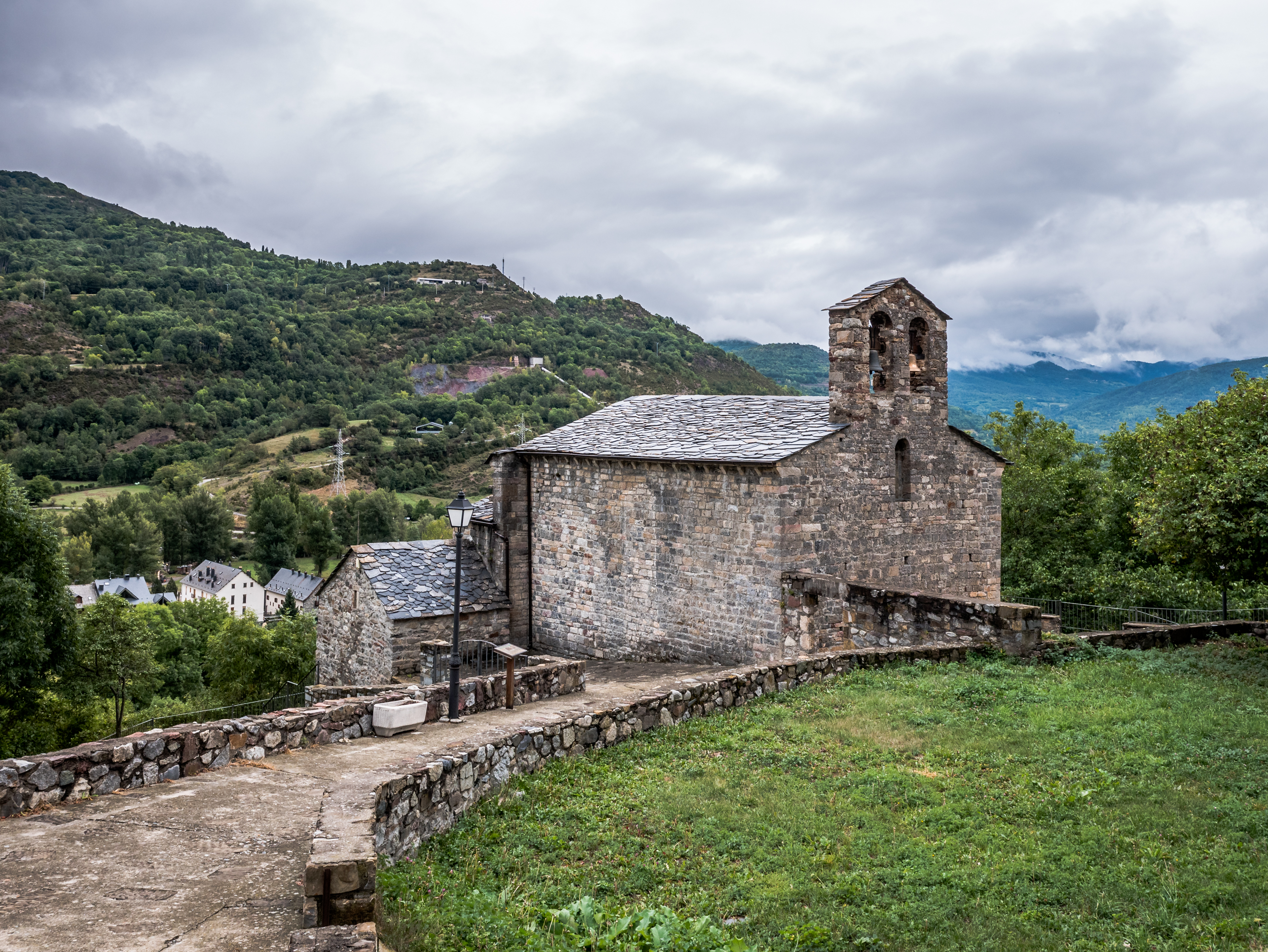
Iglesia de San Pedro

Es de finales del siglo XII o principios del XIII. Está construida en honor a San Pedro Apóstol, patrón del pueblo. Era originariamente de planta rectangular, pero en el siglo XVI se amplió y le añadieron capillas laterales, por lo que en la actualidad tiene planta de cruz latina. Carece de torre y en el muro oeste una espadaña alberga las campanas. El ábside está orientado al este, es semicircular, rematado por arquillos ciegos a lo largo de todo el perímetro que apoyan en pequeñas ménsulas; al contrario que lo que sucede en la iglesia de santa María, no tiene lesenas. Encima del arco de la puerta, situada en el muro sur, se halla un crismón labrado en un bloque de mármol.
El retablo mayor, dedicado a san Pedro, consta de 13 tablas, repartidas en cinco calles. De abajo arriba se distribuye en basamento con las figuras de san Pedro y san Pablo de gran tamaño, banco, dos pisos y ático con el Calvario. Se construyó entre 1520 y 1530, es de estilo renacentista y presenta columnas abalaustradas.

## Lenguas
La lengua autóctona de la zona es el idioma aragonés (en su modalidad benasqués).

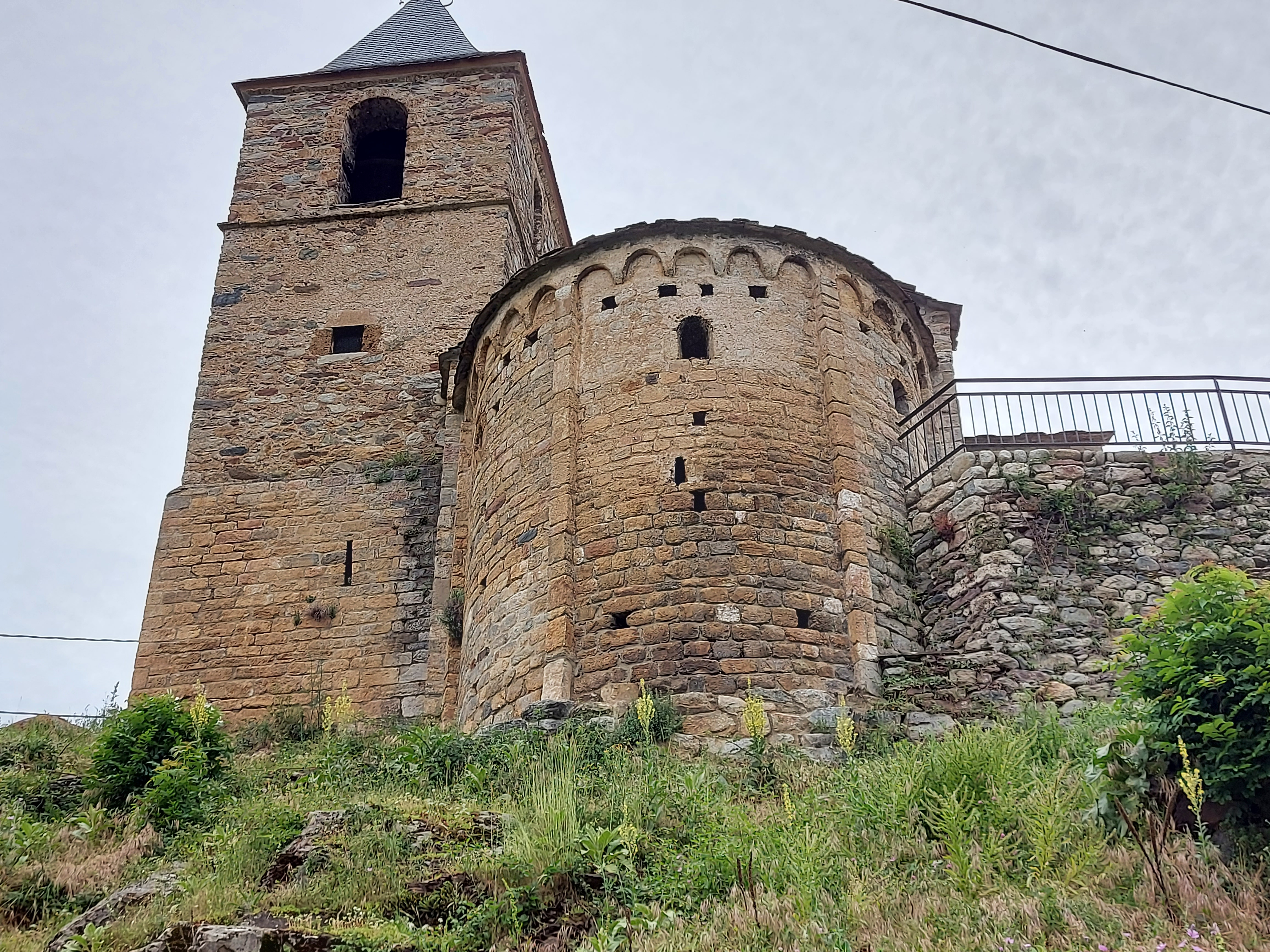
Ábside románico de santa María
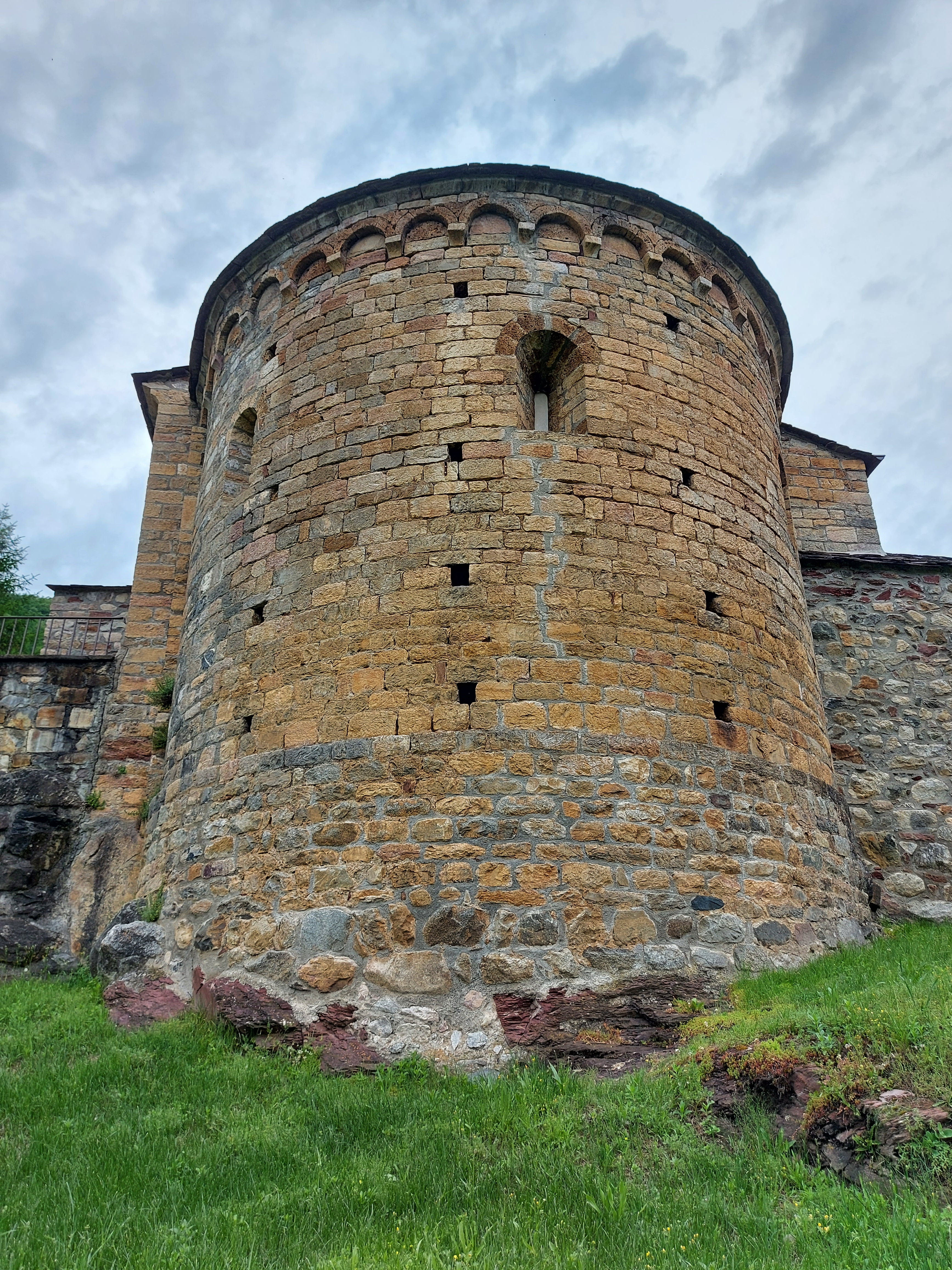
Ábside románico de san Pedro
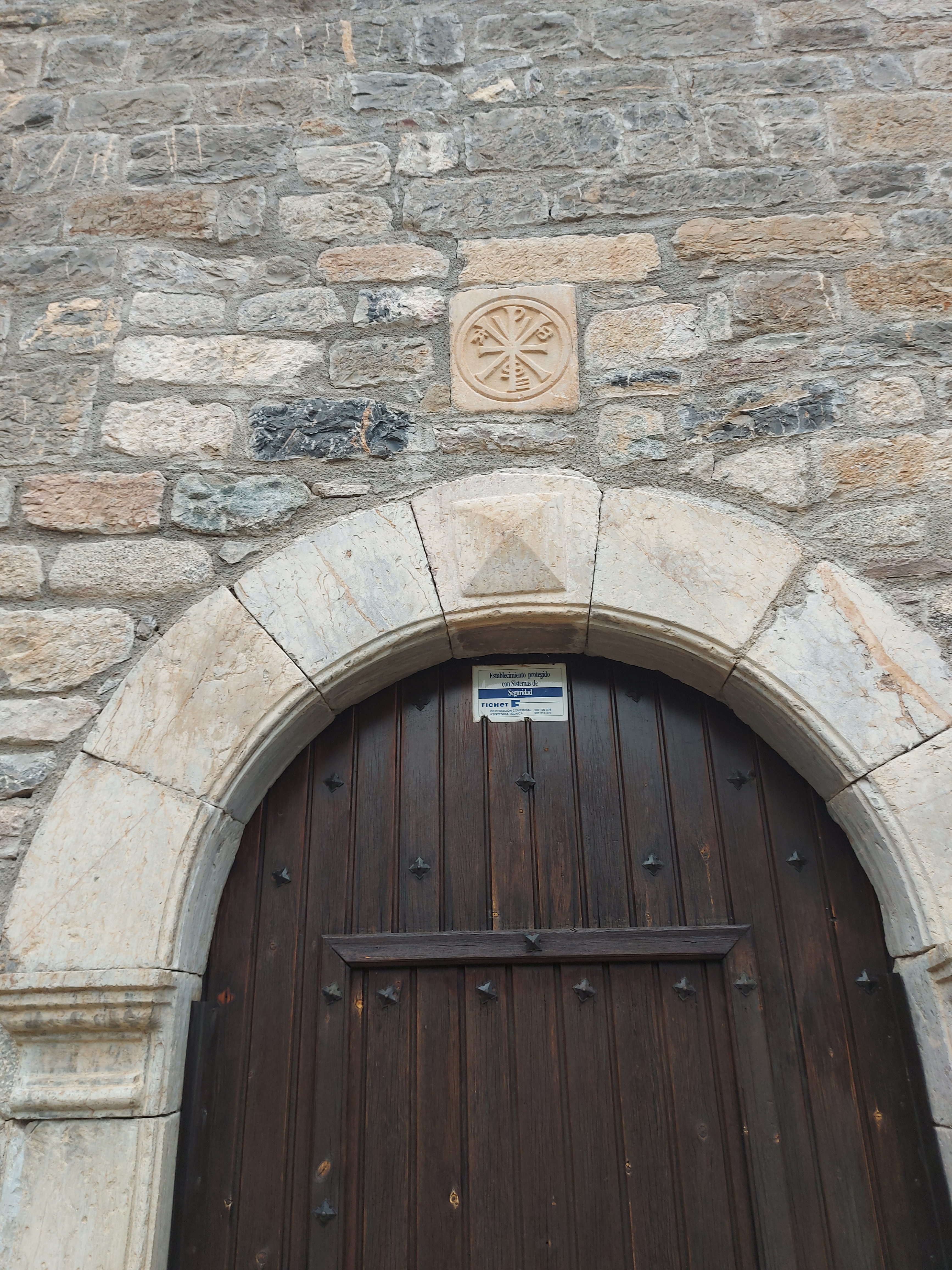
Crismón en la portada de san Pedro